# Episodi di Radio Active (prima stagione)
La prima stagione della serie televisiva Radio Active è stata trasmessa in anteprima in Canada dalla YTV tra il 12 settembre 1998 e il 20 marzo 1999.
| nº | Titolo originale           | Titolo italiano | Prima TV Canada   | Prima TV Italia |
| -- | -------------------------- | --------------- | ----------------- | --------------- |
| 1  | Fraudcast                  |                 | 12 settembre 1998 |                 |
| 2  | Quiz Show                  |                 | 19 settembre 1998 |                 |
| 3  | The Gossip                 |                 | 26 settembre 1998 |                 |
| 4  | The Evil Empire            |                 | 3 ottobre 1998    |                 |
| 5  | The CD Case                |                 | 10 ottobre 1998   |                 |
| 6  | Payola Payback             |                 | 17 ottobre 1998   |                 |
| 7  | The Big Shot               |                 | 24 ottobre 1998   |                 |
| 8  | The Great Hypnoto          |                 | 31 ottobre 1998   |                 |
| 9  | Love Bets                  |                 | 7 novembre 1998   |                 |
| 10 | The Prima Donna            |                 | 14 novembre 1998  |                 |
| 11 | Tanya's Psychic Connection |                 | 21 novembre 1998  |                 |
| 12 | The Replacement            |                 | 28 novembre 1998  |                 |
| 13 | The Ticket                 |                 | 10 dicembre 1998  |                 |
| 14 | Boxing Tanya               |                 | 12 dicembre 1998  |                 |
| 15 | Ethan Live                 |                 | 19 dicembre 1998  |                 |
| 16 | The Play                   |                 | 9 gennaio 1999    |                 |
| 17 | Mr. Moneybags              |                 | 16 gennaio 1999   |                 |
| 18 | The Radio Activists        |                 | 23 gennaio 1999   |                 |
| 19 | The Classy Girl            |                 | 30 gennaio 1999   |                 |
| 20 | Morgan's Day Off           |                 | 6 febbraio 1999   |                 |
| 21 | Stalag 16 1/2              |                 | 13 febbraio 1999  |                 |
| 22 | The Poet                   |                 | 20 febbraio 1999  |                 |
| 23 | The Secret Admirer         |                 | 27 febbraio 1999  |                 |
| 24 | Blackmail                  |                 | 6 marzo 1999      |                 |
| 25 | The Substitute             |                 | 13 marzo 1999     |                 |
| 26 | Ethan Without a Cause      |                 | 20 marzo 1999     |                 |